# Campeonato Europeo Femenino Sub-19 de la UEFA 2017
El Campeonato Europeo Femenino Sub-19 de la UEFA fue la vigésima vez que se celebra. La fase final se realizó en Irlanda del Norte entre el 8 y el 20 de agosto de 2017. La primera fase de clasificación comenzó el 8 de septiembre de 2016.
Igual que las anteriores ediciones celebradas en años impares, el torneo actúa como fase de clasificación de la UEFA por la Copa Mundial Femenina de Fútbol Sub-20, la cual se desarrollará en Francia. Este campeonato consta de tres etapas: Fase de clasificación, Ronda élite y Fase final.

## Primera fase de clasificación
Cuarenta y cuatro equipos participarán de esta ronda. Habrá once grupos de cuatro equipos cada uno. Los once primeros de cada grupo y los diez mejores segundos se unirán a Francia, Inglaterra y Alemania en la segunda fase de clasificación, con un total de 24 selecciones. La fase final del torneo, estará compuesta por ocho conjuntos. Irlanda del Norte pasa directamente a la etapa final por ser la anfitriona.
El sorteo se realizó el 13 de noviembre de 2015 en Nyon, Suiza.

### Grupo 1
País anfitrión: Polonia
| Equipo  | Pts | PJ | PG | PE | PP | GF | GC | Dif |
| ------- | --- | -- | -- | -- | -- | -- | -- | --- |
| Polonia | 9   | 3  | 3  | 0  | 0  | 8  | 0  | 8   |
| Noruega | 6   | 3  | 2  | 0  | 1  | 15 | 2  | 13  |
| Rumania | 3   | 3  | 1  | 0  | 2  | 7  | 9  | -2  |
| Armenia | 0   | 3  | 0  | 0  | 3  | 0  | 19 | -19 |

| 15 de septiembre de 2016, 16:00 | Polonia | 2 : 0 | Rumania | Amica , Wronki, Polonia  |  |
|                                 |         |       |         | Árbitro(s): [[ ]], [[ ]] |  |

| 15 de septiembre de 2016, 16:00 | Noruega | 8 : 0 | Armenia | GOSiR Plewiska , Plewiska, Polonia |  |
|                                 |         |       |         | Árbitro(s): [[ ]], [[ ]]           |  |

| 17 de septiembre de 2016, 16:00 | Noruega | 0 : 2 | Polonia | GOSiR Plewiska , Plewiska, Polonia |  |
|                                 |         |       |         | Árbitro(s): [[ ]], [[ ]]           |  |

| 17 de septiembre de 2016, 16:00 | Rumania | 7 : 0 | Armenia | Groclin Dyskobolia , Grodzisk Wielkopolski, Polonia |  |
|                                 |         |       |         | Árbitro(s): [[ ]], [[ ]]                            |  |

| 20 de septiembre de 2016, 14:00 | Rumania | 0 : 7 | Noruega | Groclin Dyskobolia , Grodzisk Wielkopolski, Polonia |  |
|                                 |         |       |         | Árbitro(s): [[ ]], [[ ]]                            |  |

| 20 de septiembre de 2016, 14:00 | Armenia | 0 : 4 | Polonia | Amica , Wronki, Polonia  |  |
|                                 |         |       |         | Árbitro(s): [[ ]], [[ ]] |  |

### Grupo 2
País anfitrión: Macedonia
| Equipo              | Pts | PJ | PG | PE | PP | GF | GC | Dif |
| ------------------- | --- | -- | -- | -- | -- | -- | -- | --- |
| Irlanda             | 9   | 3  | 3  | 0  | 0  | 14 | 0  | 14  |
| Italia              | 6   | 3  | 2  | 0  | 1  | 10 | 2  | 8   |
| Gales               | 3   | 3  | 1  | 0  | 2  | 2  | 8  | -6  |
| Macedonia del Norte | 0   | 3  | 0  | 0  | 3  | 0  | 16 | -16 |

| 18 de octubre de 2016, 09:30 | Gales | 0 : 6 | Italia | FFM Training Centre , Skopje, Macedonia |  |
|                              |       |       |        | Árbitro(s): [[ ]], [[ ]]                |  |

| 18 de octubre de 2016, 14:30 | República de Irlanda | 10 : 0 | Macedonia | FFM Training Centre , Skopje, Macedonia |  |
|                              |                      |        |           | Árbitro(s): [[ ]], [[ ]]                |  |

| 20 de octubre de 2016, 09:30 | República de Irlanda | 2 : 0 | Gales | FFM Training Centre , Skopje, Macedonia |  |
|                              |                      |       |       | Árbitro(s): [[ ]], [[ ]]                |  |

| 20 de octubre de 2016, 14:30 | Italia | 4 : 0 | Macedonia | FFM Training Centre , Skopje, Macedonia |  |
|                              |        |       |           | Árbitro(s): [[ ]], [[ ]]                |  |

| 23 de octubre de 2016, 14:30 | Italia | 0 : 2 | República de Irlanda | FFM Training Centre , Skopje, Macedonia |  |
|                              |        |       |                      | Árbitro(s): Boris Trajkovski, [[ ]]     |  |

| 23 de octubre de 2016, 14:30 | Macedonia | 0 : 2 | Gales | FFM Training Centre , Skopje, Macedonia |  |
|                              |           |       |       | Árbitro(s): [[ ]], [[ ]]                |  |

### Grupo 3
País anfitrión: Bielorrusia
| Equipo      | Pts | PJ | PG | PE | PP | GF | GC | Dif |
| ----------- | --- | -- | -- | -- | -- | -- | -- | --- |
| Bélgica     | 9   | 3  | 3  | 0  | 0  | 14 | 2  | 12  |
| Austria     | 4   | 3  | 1  | 1  | 1  | 4  | 2  | 2   |
| Bielorrusia | 4   | 3  | 1  | 1  | 1  | 5  | 4  | 1   |
| Lituania    | 0   | 3  | 0  | 0  | 3  | 1  | 16 | -15 |

| 20 de octubre de 2016, 18:00 | Bélgica | 9 : 0 | Lituania | [[ ]], [[ ]], Bielorrusia |  |
|                              |         |       |          | Árbitro(s): [[ ]], [[ ]]  |  |

| 20 de octubre de 2016, 15:00 | Bielorrusia | 0 : 0 | Austria | [[ ]], [[ ]], Bielorrusia |  |
|                              |             |       |         | Árbitro(s): [[ ]], [[ ]]  |  |

| 22 de octubre de 2016, 15:00 | Bélgica | 3 : 1 | Bielorrusia | [[ ]], [[ ]], Bielorrusia |  |
|                              |         |       |             | Árbitro(s): [[ ]], [[ ]]  |  |

| 22 de octubre de 2016, 18:00 | Austria | 3 : 0 | Lituania | [[ ]], [[ ]], Bielorrusia |  |
|                              |         |       |          | Árbitro(s): [[ ]], [[ ]]  |  |

| 25 de octubre de 2016, 17:00 | Austria | 1 : 2 | Bélgica | [[ ]], [[ ]], Bielorrusia |  |
|                              |         |       |         | Árbitro(s): [[ ]], [[ ]]  |  |

| 25 de octubre de 2016, 17:00 | Lituania | 1 : 4 | Bielorrusia | [[ ]], [[ ]], Bielorrusia |  |
|                              |          |       |             | Árbitro(s): [[ ]], [[ ]]  |  |

### Grupo 4
País anfitrión: Albania
| Equipo  | Pts | PJ | PG | PE | PP | GF | GC | Dif |
| ------- | --- | -- | -- | -- | -- | -- | -- | --- |
| Serbia  | 9   | 3  | 3  | 0  | 0  | 15 | 0  | 15  |
| Escocia | 6   | 3  | 2  | 0  | 1  | 19 | 3  | 16  |
| Albania | 3   | 3  | 1  | 0  | 2  | 2  | 20 | -18 |
| Chipre  | 0   | 3  | 0  | 0  | 3  | 0  | 13 | -13 |

| 14 de septiembre de 2016, 12:00 | Chipre | 0 : 3 | Serbia | [[ ]], [[ ]], Albania    |  |
|                                 |        |       |        | Árbitro(s): [[ ]], [[ ]] |  |

| 14 de septiembre de 2016, 14:00 | Escocia | 11 : 0 | Albania | [[ ]], [[ ]], Albania    |  |
|                                 |         |        |         | Árbitro(s): [[ ]], [[ ]] |  |

| 16 de septiembre de 2016, 12:00 | Escocia | 8 : 0 | Chipre | [[ ]], [[ ]], Albania    |  |
|                                 |         |       |        | Árbitro(s): [[ ]], [[ ]] |  |

| 16 de septiembre de 2016, 14:00 | Serbia | 9 : 0 | Albania | [[ ]], [[ ]], Albania    |  |
|                                 |        |       |         | Árbitro(s): [[ ]], [[ ]] |  |

| 19 de septiembre de 2016, 14:00 | Albania | 2 : 0 | Chipre | [[ ]], [[ ]], Albania    |  |
|                                 |         |       |        | Árbitro(s): [[ ]], [[ ]] |  |

| 19 de septiembre de 2016, 14:00 | Serbia |  | Escocia | [[ ]], [[ ]], Albania    |  |
|                                 |        |  |         | Árbitro(s): [[ ]], [[ ]] |  |

Nota: 
El Partido entre Serbia y Escocia por razones disciplinarias y cuando el resultado era 0-0 fue suspendido. Se dio ganador a Serbia con un marcador de 3-0 

### Grupo 5
País anfitrión: Eslovenia
| Equipo    | Pts | PJ | PG | PE | PP | GF | GC | Dif |
| --------- | --- | -- | -- | -- | -- | -- | -- | --- |
| Eslovenia | 7   | 3  | 2  | 1  | 0  | 6  | 2  | 4   |
| Rusia     | 4   | 3  | 1  | 1  | 1  | 7  | 7  | 0   |
| Grecia    | 3   | 3  | 1  | 0  | 2  | 3  | 6  | -3  |
| Israel    | 2   | 3  | 0  | 2  | 1  | 1  | 2  | -1  |

| 8 de septiembre de 2016, 15:30 | Rusia | 1 : 1 | Israel | [[ ]], [[ ]], Eslovenia  |  |
|                                |       |       |        | Árbitro(s): [[ ]], [[ ]] |  |

| 8 de septiembre de 2016, 15:30 | Grecia | 0 : 2 | Eslovenia | [[ ]], [[ ]], Eslovenia  |  |
|                                |        |       |           | Árbitro(s): [[ ]], [[ ]] |  |

| 10 de septiembre de 2016, 15:30 | Rusia | 4 : 2 | Grecia | [[ ]], [[ ]], Eslovenia  |  |
|                                 |       |       |        | Árbitro(s): [[ ]], [[ ]] |  |

| 10 de septiembre de 2016, 15:30 | Eslovenia | 0 : 0 | Israel | [[ ]], [[ ]], Eslovenia  |  |
|                                 |           |       |        | Árbitro(s): [[ ]], [[ ]] |  |

| 13 de septiembre de 2016, 15:30 | Eslovenia | 4 : 2 | Rusia | [[ ]], [[ ]], Eslovenia  |  |
|                                 |           |       |       | Árbitro(s): [[ ]], [[ ]] |  |

| 13 de septiembre de 2016, 15:30 | Israel | 0 : 1 | Grecia | [[ ]], [[ ]], Eslovenia  |  |
|                                 |        |       |        | Árbitro(s): [[ ]], [[ ]] |  |

### Grupo 6
País anfitrión: Finlandia
| Equipo      | Pts | PJ | PG | PE | PP | GF | GC | Dif |
| ----------- | --- | -- | -- | -- | -- | -- | -- | --- |
| Finlandia   | 9   | 3  | 3  | 0  | 0  | 18 | 0  | 18  |
| Islandia    | 6   | 3  | 2  | 0  | 1  | 15 | 3  | 12  |
| Islas Feroe | 3   | 3  | 1  | 0  | 2  | 2  | 13 | -11 |
| Kazajistán  | 0   | 3  | 0  | 0  | 3  | 0  | 19 | -19 |

| 15 de septiembre de 2016, 15:00 | Finlandia | 7 : 0 | Kazajistán | [[ ]], Tammela, Finlandia |  |
|                                 |           |       |            | Árbitro(s): [[ ]], [[ ]]  |  |

| 15 de septiembre de 2016, 19:00 | Islas Feroe | 0 : 5 | Islandia | [[ ]], Tammela, Finlandia |  |
|                                 |             |       |          | Árbitro(s): [[ ]], [[ ]]  |  |

| 17 de septiembre de 2016, 13:00 | Islandia | 10 : 0 | Kazajistán | [[ ]], Tammela, Finlandia |  |
|                                 |          |        |            | Árbitro(s): [[ ]], [[ ]]  |  |

| 17 de septiembre de 2016, 18:00 | Finlandia | 8 : 0 | Islas Feroe | [[ ]], Tammela, Finlandia |  |
|                                 |           |       |             | Árbitro(s): [[ ]], [[ ]]  |  |

| 20 de septiembre de 2016, 14:00 | Kazajistán | 0 : 2 | Islas Feroe | [[ ]], Tammela, Finlandia |  |
|                                 |            |       |             | Árbitro(s): [[ ]], [[ ]]  |  |

| 20 de septiembre de 2016, 14:00 | Islandia | 0 : 3 | Finlandia | [[ ]], Kaarina, Finlandia |  |
|                                 |          |       |           | Árbitro(s): [[ ]], [[ ]]  |  |

### Grupo 7
País anfitrión: Bosnia y Herzegovina
| Equipo               | Pts | PJ | PG | PE | PP | GF | GC | Dif |
| -------------------- | --- | -- | -- | -- | -- | -- | -- | --- |
| Suecia               | 9   | 3  | 3  | 0  | 0  | 10 | 1  | 9   |
| Portugal             | 6   | 3  | 2  | 0  | 1  | 5  | 1  | 4   |
| Bosnia y Herzegovina | 3   | 3  | 1  | 0  | 2  | 2  | 8  | -6  |
| Georgia              | 0   | 3  | 0  | 0  | 3  | 0  | 7  | -7  |

| 18 de octubre de 2016, 14:00 | Suecia | 4 : 0 | Georgia | [[ ]], [[ ]], Bosnia y Herzegovina |  |
|                              |        |       |         | Árbitro(s): [[ ]], [[ ]]           |  |

| 18 de octubre de 2016, 14:00 | Bosnia y Herzegovina | 0 : 3 | Portugal | [[ ]], [[ ]], Bosnia y Herzegovina |  |
|                              |                      |       |          | Árbitro(s): [[ ]], [[ ]]           |  |

| 20 de octubre de 2016, 14:00 | Suecia | 5 : 1 | Bosnia y Herzegovina | [[ ]], [[ ]], Bosnia y Herzegovina |  |
|                              |        |       |                      | Árbitro(s): [[ ]], [[ ]]           |  |

| 20 de octubre de 2016, 14:00 | Portugal | 2 : 0 | Georgia | [[ ]], [[ ]], Bosnia y Herzegovina |  |
|                              |          |       |         | Árbitro(s): [[ ]], [[ ]]           |  |

| 23 de octubre de 2016, 14:00 | Georgia | 0 : 1 | Bosnia y Herzegovina | [[ ]], [[ ]], Bosnia y Herzegovina |  |
|                              |         |       |                      | Árbitro(s): [[ ]], [[ ]]           |  |

| 23 de octubre de 2016, 14:00 | Portugal | 0 : 1 | Suecia | [[ ]], [[ ]], Bosnia y Herzegovina |  |
|                              |          |       |        | Árbitro(s): [[ ]], [[ ]]           |  |

### Grupo 8
País anfitrión: Azerbaiyán
| Equipo     | Pts | PJ | PG | PE | PP | GF | GC | Dif |
| ---------- | --- | -- | -- | -- | -- | -- | -- | --- |
| España     | 9   | 3  | 3  | 0  | 0  | 30 | 0  | 30  |
| Ucrania    | 6   | 3  | 2  | 0  | 1  | 7  | 8  | -1  |
| Azerbaiyán | 3   | 3  | 1  | 0  | 2  | 5  | 9  | -4  |
| Letonia    | 0   | 3  | 0  | 0  | 3  | 2  | 27 | -25 |

| 15 de septiembre de 2016, 15:00 | España | 18:0 (5:0) | Letonia | Estadio Olímpico de Bakú, Baku, Azerbaiyán |                             |
|                                 |        | Reporte    |         | Árbitro(s): Chryso Georgiou                | Árbitro(s): Chryso Georgiou |

| 15 de septiembre de 2016, 19:00 | Azerbaiyán | 1 : 2 | Ucrania | [[ ]], [[ ]], Azerbaiyán |  |
|                                 |            |       |         | Árbitro(s): [[ ]], [[ ]] |  |

| 17 de septiembre de 2016, 11:00 | España | 7 : 0 | Azerbaiyán | [[ ]], [[ ]], Azerbaiyán |  |
|                                 |        |       |            | Árbitro(s): [[ ]], [[ ]] |  |

| 17 de septiembre de 2016, 15:00 | Ucrania | 5 : 2 | Letonia | [[ ]], [[ ]], Azerbaiyán |  |
|                                 |         |       |         | Árbitro(s): [[ ]], [[ ]] |  |

| 20 de septiembre de 2016, 17:00 | Ucrania | 0 : 5 | España | [[ ]], [[ ]], Azerbaiyán |  |
|                                 |         |       |        | Árbitro(s): [[ ]], [[ ]] |  |

| 20 de septiembre de 2016, 17:00 | Letonia | 0 : 4 | Azerbaiyán | [[ ]], [[ ]], Azerbaiyán |  |
|                                 |         |       |            | Árbitro(s): [[ ]], [[ ]] |  |

### Grupo 9
País anfitrión: Estonia
| Equipo          | Pts | PJ | PG | PE | PP | GF | GC | Dif |
| --------------- | --- | -- | -- | -- | -- | -- | -- | --- |
| República Checa | 7   | 3  | 2  | 1  | 0  | 19 | 3  | 16  |
| Suiza           | 7   | 3  | 2  | 1  | 0  | 17 | 3  | 14  |
| Croacia         | 3   | 3  | 1  | 0  | 2  | 2  | 17 | -15 |
| Estonia         | 0   | 3  | 0  | 0  | 3  | 1  | 16 | -15 |

| 18 de octubre de 2016, 14:00 | Croacia | 0 : 7 | República Checa | [[ ]], Tallin, Estonia   |  |
|                              |         |       |                 | Árbitro(s): [[ ]], [[ ]] |  |

| 18 de octubre de 2016, 17:00 | Suiza | 5 : 0 | Estonia | [[ ]], Tallin, Estonia   |  |
|                              |       |       |         | Árbitro(s): [[ ]], [[ ]] |  |

| 20 de octubre de 2016, 14:00 | Suiza | 9 : 0 | Croacia | [[ ]], Tallin, Estonia   |  |
|                              |       |       |         | Árbitro(s): [[ ]], [[ ]] |  |

| 20 de octubre de 2016, 17:00 | República Checa | 9 : 0 | Estonia | [[ ]], Tallin, Estonia   |  |
|                              |                 |       |         | Árbitro(s): [[ ]], [[ ]] |  |

| 23 de octubre de 2016, 14:00 | Estonia | 1 : 2 | Croacia | [[ ]], Tallin, Estonia   |  |
|                              |         |       |         | Árbitro(s): [[ ]], [[ ]] |  |

| 23 de octubre de 2016, 14:00 | República Checa | 3 : 3 | Suiza | [[ ]], Tallin, Estonia   |  |
|                              |                 |       |       | Árbitro(s): [[ ]], [[ ]] |  |

Nota: El Partido entre Croacia y República Checa por razones disciplinarias y cuando el partido se completó con un resultado 0-7 en favor de República Checa se otorgó la victoria por defecto en favor de este último.

### Grupo 10
País anfitrión: Bulgaria
| Equipo       | Pts | PJ | PG | PE | PP | GF | GC | Dif |
| ------------ | --- | -- | -- | -- | -- | -- | -- | --- |
| Países Bajos | 9   | 3  | 3  | 0  | 0  | 11 | 0  | 11  |
| Turquía      | 6   | 3  | 2  | 0  | 1  | 4  | 1  | 3   |
| Bulgaria     | 3   | 3  | 1  | 0  | 2  | 1  | 9  | -8  |
| Moldavia     | 0   | 3  | 0  | 0  | 3  | 0  | 6  | -6  |

| 19 de octubre de 2016, 13:00 | Holanda | 6 : 0 | Bulgaria | [[ ]], [[ ]], Bulgaria   |  |
|                              |         |       |          | Árbitro(s): [[ ]], [[ ]] |  |

| 19 de octubre de 2016, 13:00 | Moldavia | 0 : 1 | Turquía | [[ ]], [[ ]], Bulgaria   |  |
|                              |          |       |         | Árbitro(s): [[ ]], [[ ]] |  |

| 21 de octubre de 2016, 13:00 | Holanda | 4 : 0 | Moldavia | [[ ]], [[ ]], Bulgaria   |  |
|                              |         |       |          | Árbitro(s): [[ ]], [[ ]] |  |

| 21 de octubre de 2016, 13:00 | Turquía | 3 : 0 | Bulgaria | [[ ]], [[ ]], Bulgaria   |  |
|                              |         |       |          | Árbitro(s): [[ ]], [[ ]] |  |

| 24 de octubre de 2016, 13:00 | Bulgaria | 1 : 0 | Moldavia | [[ ]], [[ ]], Bulgaria   |  |
|                              |          |       |          | Árbitro(s): [[ ]], [[ ]] |  |

| 24 de octubre de 2016, 13:00 | Turquía | 0 : 1 | Holanda | [[ ]], [[ ]], Bulgaria   |  |
|                              |         |       |         | Árbitro(s): [[ ]], [[ ]] |  |

### Grupo 11
País anfitrión: Montenegro
| Equipo     | Pts | PJ | PG | PE | PP | GF | GC | Dif |
| ---------- | --- | -- | -- | -- | -- | -- | -- | --- |
| Hungría    | 7   | 3  | 2  | 1  | 0  | 9  | 1  | 8   |
| Dinamarca  | 6   | 3  | 2  | 0  | 1  | 17 | 3  | 14  |
| Eslovaquia | 4   | 3  | 1  | 1  | 1  | 6  | 13 | -7  |
| Montenegro | 0   | 3  | 0  | 0  | 3  | 2  | 17 | -15 |

| 20 de octubre de 2016, 13:00 | Dinamarca | 7 : 0 | Montenegro | [[ ]], [[ ]], Montenegro |  |
|                              |           |       |            | Árbitro(s): [[ ]], [[ ]] |  |

| 20 de octubre de 2016, 13:00 | Eslovaquia | 1 : 1 | Hungría | [[ ]], [[ ]], Montenegro |  |
|                              |            |       |         | Árbitro(s): [[ ]], [[ ]] |  |

| 22 de octubre de 2016, 13:00 | Dinamarca | 10 : 1 | Eslovaquia | [[ ]], [[ ]], Montenegro |  |
|                              |           |        |            | Árbitro(s): [[ ]], [[ ]] |  |

| 22 de octubre de 2016, 13:00 | Hungría | 6 : 0 | Montenegro | [[ ]], [[ ]], Montenegro |  |
|                              |         |       |            | Árbitro(s): [[ ]], [[ ]] |  |

| 25 de octubre de 2016, 13:00 | Hungría | 2 : 0 | Dinamarca | [[ ]], [[ ]], Montenegro |  |
|                              |         |       |           | Árbitro(s): [[ ]], [[ ]] |  |

| 25 de octubre de 2016, 13:00 | Montenegro | 2 : 4 | Eslovaquia | [[ ]], [[ ]], Montenegro |  |
|                              |            |       |            | Árbitro(s): [[ ]], [[ ]] |  |

### Ranking de los segundos puestos
En esta fase clasificaron los diez mejores segundos. Se contabilizan los resultados obtenidos en contra de los ganadores y los terceros clasificados de cada grupo.
| Grp | Equipo    | PJ | PG | PE | PP | GF | GC | DG | Pts |
| --- | --------- | -- | -- | -- | -- | -- | -- | -- | --- |
| 9   | Suiza     | 2  | 1  | 1  | 0  | 12 | 3  | 9  | 4   |
| 4   | Escocia   | 2  | 1  | 0  | 1  | 11 | 3  | 8  | 3   |
| 11  | Dinamarca | 2  | 1  | 0  | 1  | 10 | 3  | 7  | 3   |
| 1   | Noruega   | 2  | 1  | 0  | 1  | 7  | 2  | 5  | 3   |
| 2   | Italia    | 2  | 1  | 0  | 1  | 6  | 2  | 4  | 3   |
| 6   | Islandia  | 2  | 1  | 0  | 1  | 5  | 3  | 2  | 3   |
| 7   | Portugal  | 2  | 1  | 0  | 1  | 3  | 1  | 2  | 3   |
| 10  | Turquía   | 2  | 1  | 0  | 1  | 3  | 1  | 2  | 3   |
| 5   | Rusia     | 2  | 1  | 0  | 1  | 6  | 6  | 0  | 3   |
| 8   | Ucrania   | 2  | 1  | 0  | 1  | 2  | 6  | -4 | 3   |
| 3   | Austria   | 2  | 0  | 1  | 1  | 1  | 2  | -1 | 1   |

## Segunda Fase de Clasificación o Ronda Élite
Los primeros de cada grupo y los diez mejores segundos se unirán a Francia, Inglaterra y Alemania en esta segunda fase de clasificación. Consta de seis grupos. 
Los ganadores de cada grupo avanzarán a la ronda final, junto al mejor segundo.
El sorteo de esta etapa se realizó el 11 de noviembre de 2016 en Nyon, Suiza.

### Grupo 1
País anfitrión: Hungría
| Equipo  | Pts | PJ | PG | PE | PP | GF | GC | Dif |
| ------- | --- | -- | -- | -- | -- | -- | -- | --- |
| España  | 9   | 3  | 3  | 0  | 0  | 9  | 2  | 7   |
| Bélgica | 6   | 3  | 2  | 0  | 1  | 7  | 3  | 4   |
| Hungría | 3   | 3  | 1  | 0  | 2  | 1  | 6  | -5  |
| Rusia   | 0   | 3  | 0  | 0  | 3  | 1  | 7  | -6  |

| 26 de mayo de 2017, --:-- | Hungría | 0 : 3 | Bélgica | Estadio Nándor Hidegkuti, Budapest, Hungría |  |
|                           |         |       |         | Árbitro(s): [[]]                            |  |

| 26 de mayo de 2017, --:-- | España | 3 : 1 | Rusia | Városi Stadium, Dabas, Hungría |  |
|                           |        |       |       | Árbitro(s): [[]]               |  |

| 28 de mayo de 2017, --:-- | Bélgica | 3 : 0 | Rusia | Városi Stadium, Dabas, Hungría |  |
|                           |         |       |       | Árbitro(s): [[]]               |  |

| 28 de mayo de 2017, --:-- | España | 3 : 0 | Hungría | Estadio Nándor Hidegkuti, Budapest, Hungría |  |
|                           |        |       |         | Árbitro(s): [[]]                            |  |

| 31 de mayo de 2017, --:-- | Rusia | 0 : 1 | Hungría | Estadio Nándor Hidegkuti, Budapest, Hungría |  |
|                           |       |       |         | Árbitro(s): [[]]                            |  |

| 31 de mayo de 2017, --:-- | Bélgica | 1 : 3 | España | Városi Stadium, Dabas, Hungría |  |
|                           |         |       |        | Árbitro(s): [[]]               |  |

### Grupo 2
País anfitrión: Turquía
| Equipo          | Pts | PJ | PG | PE | PP | GF | GC | Dif |
| --------------- | --- | -- | -- | -- | -- | -- | -- | --- |
| Inglaterra      | 9   | 3  | 3  | 0  | 0  | 12 | 0  | 12  |
| Dinamarca       | 6   | 3  | 2  | 0  | 1  | 10 | 2  | 8   |
| República Checa | 1   | 3  | 0  | 1  | 2  | 2  | 10 | -8  |
| Turquía         | 1   | 3  | 0  | 1  | 2  | 2  | 14 | -12 |

| 5 de abril de 2017, 00:00 | Inglaterra | 3 : 0 | Turquía | Arslan Zeki Demirci Spor Kompleksi, Manavgat, Turquía |  |
|                           |            |       |         | Árbitro(s): María Dolores Martinez Madrona            |  |

| 5 de abril de 2017, 00:00 | Dinamarca | 5 : 0 | República Checa | Arslan Zeki Demirci Spor Kompleksi, Manavgat, Turquía |  |
|                           |           |       |                 | Árbitro(s): Olga Tereshko                             |  |

| 7 de abril de 2017, 00:00 | Inglaterra | 2 : 0 | Dinamarca | Arslan Zeki Demirci Spor Kompleksi, Manavgat, Turquía |  |
|                           |            |       |           | Árbitro(s): Lois Otte                                 |  |

| 7 de abril de 2017, 00:00 | República Checa | 2 : 2 | Turquía | Arslan Zeki Demirci Spor Kompleksi, Manavgat, Turquía |  |
|                           |                 |       |         | Árbitro(s): Olga Tereshko                             |  |

| 10 de abril de 2017, 00:00 | República Checa | 0 : 7 | Inglaterra | Arslan Zeki Demirci Spor Kompleksi, Manavgat, Turquía |  |
|                            |                 |       |            | Árbitro(s): Lois Otte                                 |  |

| 10 de abril de 2017, 00:00 | Turquía | 0 : 5 | Dinamarca | Arslan Zeki Demirci Spor Kompleksi, Manavgat, Turquía |  |
|                            |         |       |           | Árbitro(s): María Dolores Martinez Madrona            |  |

### Grupo 3
País anfitrión: Países Bajos
| Equipo       | Pts | PJ | PG | PE | PP | GF | GC | Dif |
| ------------ | --- | -- | -- | -- | -- | -- | -- | --- |
| Países Bajos | 7   | 3  | 2  | 1  | 0  | 10 | 0  | 10  |
| Francia      | 7   | 3  | 2  | 1  | 0  | 7  | 1  | 6   |
| Portugal     | 1   | 3  | 0  | 1  | 2  | 2  | 9  | -7  |
| Eslovenia    | 1   | 3  | 0  | 1  | 2  | 1  | 10 | -9  |

| 6 de abril de 2017, 00:00 | Francia | 3 : 1 | Portugal | Robur et Velocitas, Apeldoorn, Países Bajos |  |
|                           |         |       |          | Árbitro(s): Irina Lyussina                  |  |

| 6 de abril de 2017, 00:00 | Eslovenia | 0 : 5 | Países Bajos | SDC Putten, Putten, Países Bajos |  |
|                           |           |       |              | Árbitro(s): Tess Olofsson        |  |

| 8 de abril de 2017, 00:00 | Francia | 4 : 0 | Eslovenia | SDC Putten, Putten, Países Bajos |  |
|                           |         |       |           | Árbitro(s): Justina Lavrenovaite |  |

| 8 de abril de 2017, 00:00 | Países Bajos | 5 : 0 | Portugal | Robur et Velocitas, Apeldoorn, Países Bajos |  |
|                           |              |       |          | Árbitro(s): Tess Olofsson                   |  |

| 11 de abril de 2017, 00:00 | Portugal | 1 : 1 | Eslovenia | Robur et Velocitas, Apeldoorn, Países Bajos |  |
|                            |          |       |           | Árbitro(s): Irina Lyussina                  |  |

| 11 de abril de 2017, 00:00 | Países Bajos | 0 : 0 | Francia | SDC Putten, Putte, Países Bajos  |  |
|                            |              |       |         | Árbitro(s): Justina Lavrenovaite |  |

### Grupo 4
País anfitrión: República de Irlanda
| Equipo    | Pts | PJ | PG | PE | PP | GF | GC | Dif |
| --------- | --- | -- | -- | -- | -- | -- | -- | --- |
| Escocia   | 9   | 3  | 3  | 0  | 0  | 9  | 2  | 7   |
| Finlandia | 6   | 3  | 2  | 0  | 1  | 9  | 3  | 6   |
| Irlanda   | 3   | 3  | 1  | 0  | 2  | 4  | 5  | -1  |
| Ucrania   | 0   | 3  | 0  | 0  | 3  | 0  | 12 | -12 |

| 4 de abril de 2017, 00:00 | Finlandia | 5 : 0 | Ucrania | Jackman Park, Limerick, República de Irlanda |  |
|                           |           |       |         | Árbitro(s): Hristiana Guteva                 |  |

| 4 de abril de 2017, 00:00 | Escocia | 2 : 1 | República de Irlanda | Markets Field, Limerick, República de Irlanda |  |
|                           |         |       |                      | Árbitro(s): Angelika Soeder                   |  |

| 6 de abril de 2017, 00:00 | Finlandia | 1 : 2 | Escocia | Jackman Park, Limerick, República de Irlanda |  |
|                           |           |       |         | Árbitro(s): Ivana Martinčić                  |  |

| 6 de abril de 2017, 00:00 | República de Irlanda | 2 : 0 | Ucrania | Markets Field, Limerick, República de Irlanda |  |
|                           |                      |       |         | Árbitro(s): Angelika Soeder                   |  |

| 9 de abril de 2017, 00:00 | República de Irlanda | 1 : 3 | Finlandia | Markets Field, Limerick, República de Irlanda |  |
|                           |                      |       |           | Árbitro(s): Ivana Martinčić                   |  |

| 9 de abril de 2017, 00:00 | Ucrania | 0 : 5 | Escocia | Jackman Park, Limerick, República de Irlanda |  |
|                           |         |       |         | Árbitro(s): Hristiana Guteva                 |  |

### Grupo 5
País anfitrión: Noruega
| Equipo  | Pts | PJ | PG | PE | PP | GF | GC | Dif |
| ------- | --- | -- | -- | -- | -- | -- | -- | --- |
| Italia  | 6   | 3  | 2  | 0  | 1  | 5  | 3  | 2   |
| Noruega | 4   | 3  | 1  | 1  | 1  | 5  | 4  | 1   |
| Suecia  | 4   | 3  | 1  | 1  | 1  | 4  | 4  | 0   |
| Serbia  | 3   | 3  | 1  | 0  | 2  | 2  | 5  | -3  |

| 5 de abril de 2017, 14:00 | Serbia | 0 : 3 | Italia | Sarpsborg Stadion, Sarpsborg, Noruega |  |
|                           |        |       |        | Árbitro(s): Karoline Wacker           |  |

| 5 de abril de 2017, 18:30 | Noruega | 2 : 2 | Suecia | Sarpsborg Stadion, Sarpsborg, Noruega |  |
|                           |         |       |        | Árbitro(s): Eleni Antoniou            |  |

| 7 de abril de 2017, 14:00 | Suecia | 2 : 0 | Italia | Fredrikstad Stadion, Fredrikstad, Noruega |  |
|                           |        |       |        | Árbitro(s): Eleni Antoniou                |  |

| 7 de abril de 2017, 18:30 | Serbia | 0 : 2 | Noruega | Fredrikstad Stadion, Fredrikstad, Noruega |  |
|                           |        |       |         | Árbitro(s): Vivian Peeters                |  |

| 10 de abril de 2017, 16:00 | Suecia | 0 : 2 | Serbia | Fredrikstad Stadion, Fredrikstad, Noruega |  |
|                            |        |       |        | Árbitro(s): Vivian Peeters                |  |

| 10 de abril de 2017, 16:00 | Italia | 2 : 1 | Noruega | Sarpsborg Stadion, Sarpsborg, Noruega |  |
|                            |        |       |         | Árbitro(s): Karoline Wacker           |  |

### Grupo 6
País anfitrión: Alemania
| Equipo   | Pts | PJ | PG | PE | PP | GF | GC | Dif |
| -------- | --- | -- | -- | -- | -- | -- | -- | --- |
| Alemania | 9   | 3  | 3  | 0  | 0  | 13 | 1  | +12 |
| Polonia  | 4   | 3  | 1  | 1  | 1  | 3  | 8  | -5  |
| Suiza    | 2   | 3  | 0  | 2  | 1  | 2  | 4  | -2  |
| Islandia | 1   | 3  | 0  | 1  | 2  | 3  | 8  | -5  |

| 7 de junio de 2017, 16:30 | Alemania | 4 : 0 | Islandia | Friedensstadion, Halberstadt, Alemania |  |
|                           |          |       |          | Árbitro(s): [[]]                       |  |

| 7 de junio de 2017, 18:00 | Suiza | 0 : 0 | Polonia | Sport- und Freizeitzentrum, Sandersdorf, Alemania |  |
|                           |       |       |         | Árbitro(s): [[]]                                  |  |

| 9 de junio de 2017, 16:30 | Alemania | 2 : 0 | Suiza | Friedensstadion, Halberstadt, Alemania |  |
|                           |          |       |       | Árbitro(s): [[]]                       |  |

| 9 de junio de 2017, 19:45 | Polonia | 2 : 1 | Islandia | Friedensstadion, Halberstadt, Alemania |  |
|                           |         |       |          | Árbitro(s): [[]]                       |  |

| 12 de junio de 2017, 12:00 | Islandia | 2 : 2 | Suiza | Friedensstadion, Halberstadt, Alemania |  |
|                            |          |       |       | Árbitro(s): [[]]                       |  |

| 12 de junio de 2017, 12:00 | Polonia | 1 : 7 | Alemania | Sport- und Freizeitzentrum, Sandersdorf, Alemania |  |
|                            |         |       |          | Árbitro(s): [[]]                                  |  |

### Ranking de los segundos puestos
El mejor segundo lugar de los 6 grupos pasó a la siguiente ronda junto a los ganadores de cada grupo. Se contabilizan los resultados obtenidos en contra de los ganadores y los terceros clasificados de cada grupo.
| Grp | Equipo    | Pts | PJ | PG | PE | PP | GF | GC | Dif |
| --- | --------- | --- | -- | -- | -- | -- | -- | -- | --- |
| 3   | Francia   | 4   | 2  | 1  | 1  | 0  | 3  | 1  | +2  |
| 2   | Dinamarca | 3   | 2  | 1  | 0  | 1  | 5  | 2  | +3  |
| 4   | Finlandia | 3   | 2  | 1  | 0  | 1  | 4  | 3  | +1  |
| 1   | Bélgica   | 3   | 2  | 1  | 0  | 1  | 4  | 3  | +1  |
| 5   | Noruega   | 1   | 2  | 0  | 1  | 1  | 3  | 4  | -1  |
| 6   | Polonia   | 1   | 2  | 0  | 1  | 1  | 1  | 7  | -6  |

## Fase final
Las ganadoras de los seis grupos anteriores accedieron a la etapa de semifinales junto a Francia por ser la mejor segunda e Irlanda del Norte, que fue el país anfitrión de la etapa final. En esta fase se formaron dos grupos de cuatro equipos, las dos primeras selecciones de cada grupo se clasificaron para disputar las semifinales. 
El sorteo se realizó el 22 de junio de 2017 en, Belfast, Irlanda del Norte. 
Recordar que en años impares el campeonato también sirve como clasificación para la Copa Mundial Femenina Sub-20 de la FIFA, que se celebra cada dos años.

### Grupo A
| Equipo            | Pts | PJ | PG | PE | PP | GF | GC | Dif |
| ----------------- | --- | -- | -- | -- | -- | -- | -- | --- |
| Alemania          | 9   | 3  | 3  | 0  | 0  | 11 | 0  | +11 |
| España            | 6   | 3  | 2  | 0  | 1  | 3  | 2  | +1  |
| Escocia           | 1   | 3  | 0  | 1  | 2  | 1  | 5  | -4  |
| Irlanda del Norte | 1   | 3  | 0  | 1  | 2  | 1  | 9  | -8  |

| 8 de agosto de 2017, 10:00 | Escocia | 0 : 3 | Alemania | Windsor Park, Belfast, Irlanda del Norte |  |
|                            |         |       |          | Árbitro(s): Olga Tereshko, Bielorrusia   |  |

| 8 de agosto de 2017, 14:00 | Irlanda del Norte | 0 : 2   | España | Windsor Park, Belfast, Irlanda del Norte   |                                            |
|                            |                   | Reporte |        | Árbitro(s): Justina Lavrenovaite, Lituania | Árbitro(s): Justina Lavrenovaite, Lituania |

| 11 de agosto de 2017, 10:00 | Alemania | 2 : 0   | España | Shamrock Park, Portadown, Irlanda del Norte |                                       |
|                             |          | Reporte |        | Árbitro(s): Barbara Poxhofer, Austria       | Árbitro(s): Barbara Poxhofer, Austria |

| 11 de agosto de 2017, 14:00 | Irlanda del Norte | 1 : 1 | Escocia | Mourneview Park, Lurgan, Irlanda del Norte |  |
|                             |                   |       |         | Árbitro(s): Marte Sørø, Noruega            |  |

| 14 de agosto de 2017, 15:00 | España | 1 : 0   | Escocia | Parque Mourneview, Lurgan, Irlanda del Norte |                                         |
|                             |        | Reporte |         | Árbitro(s): Petra Pavlikova, Eslovaquia      | Árbitro(s): Petra Pavlikova, Eslovaquia |

| 14 de agosto de 2017, 15:00 | Alemania | 6 : 0 | Irlanda del Norte | Ballymena Showgrounds, Ballymena, Irlanda del Norte |  |
|                             |          |       |                   | Árbitro(s): Marte Sørø, Noruega                     |  |

### Grupo B
| Equipo       | Pts | PJ | PG | PE | PP | GF | GC | Dif |
| ------------ | --- | -- | -- | -- | -- | -- | -- | --- |
| Países Bajos | 7   | 3  | 2  | 1  | 0  | 7  | 3  | +4  |
| Francia      | 6   | 3  | 2  | 0  | 1  | 7  | 3  | +4  |
| Inglaterra   | 3   | 3  | 1  | 0  | 2  | 2  | 4  | -2  |
| Italia       | 1   | 3  | 0  | 1  | 2  | 5  | 11 | -6  |

| 8 de agosto de 2017, 10:00 | Francia | 0 : 2 | Holanda | Ballymena Showgrounds, Ballymena, Irlanda del Norte              |  |
|                            |         |       |         | Asistencia: 438 espectadores Árbitro(s): Petra Chudá, Eslovaquia |  |

| 8 de agosto de 2017, 10:00 | Italia | 1 : 2 | Inglaterra | Mourneview Park, Lurgan, Irlanda del Norte                   |  |
|                            |        |       |            | Asistencia: 574 espectadores Árbitro(s): Marte Sørø, Noruega |  |

| 11 de agosto de 2017, 10:00 | Italia | 1 : 6 | Francia | Windsor Park, Belfast, Irlanda del Norte                               |  |
|                             |        |       |         | Asistencia: 483 espectadores Árbitro(s): Volha Tsiareshka, Bielorrusia |  |

| 11 de agosto de 2017, 14:00 | Holanda | 2 : 0 | Inglaterra | Windsor Park, Belfast, Irlanda del Norte                           |  |
|                             |         |       |            | Asistencia: 769 espectadores Árbitro(s): Silvia Domingos, Portugal |  |

| 14 de agosto de 2017, 11:00 | Inglaterra | 0 : 1 | Francia | Ballymena Showgrounds, Ballymena, Irlanda del Norte                     |  |
|                             |            |       |         | Asistencia: 519 espectadores Árbitro(s): Justina Lavrenovaitė, Lituania |  |

| 14 de agosto de 2017, 11:00 | Holanda | 3 : 3 | Italia | Parque del trébol, Portadown, Irlanda del Norte                    |  |
|                             |         |       |        | Asistencia: 351 espectadores Árbitro(s): Barbara Poxhofer, Austria |  |

### Segunda fase
|  | Semifinales  | Semifinales |   |  | Final        | Final |  |
|  |              |             |   |  |              |       |  |
|  | 17 de agosto |             |   |  |              |       |  |
|  | Alemania     | 1           |   |  |              |       |  |
|  | Francia      | 2           |   |  |              |       |  |
|  |              |             |   |  |              |       |  |
|  |              |             |   |  | 20 de agosto |       |  |
|  |              |             |   |  | Francia      | 2     |  |
|  |              | España      | 3 |  |              |       |  |
|  |              |             |   |  |              |       |  |
|  |              |             |   |  |              |       |  |
|  |              |             |   |  |              |       |  |
|  | 17 de agosto |             |   |  |              |       |  |
|  | Países Bajos | 2           |   |  |              |       |  |
|  | España       | 3           |   |  |              |       |  |

### Repesca(Play-off para la Copa Mundial Femenina Sub-20)
La ganadora clasificará a la Copa Mundial Sub-20 de Francia 2018.
| 17 de agosto de 2017, 19:00 | Escocia | 0:2 (0:1) | Inglaterra                         | Mourneview Park, Lurgan, Irlanda del Norte |                             |
|                             |         | Reporte   | - 28' Zoe Cross - 50' Mollie Rouse | Árbitro(s): Petra Pavlikova                | Árbitro(s): Petra Pavlikova |

### Semifinales
| 17 de agosto de 2017, 15:00 | Países Bajos                             | 2:3 (1:1) | España                                                      | Windsor Park, Belfast, Irlanda del Norte |                                  |
|                             | - Victoria Pelova 48' - Joëlle Smits 85' | Reporte   | - 47' Lucía García - 68' Maite Oroz - 77' Patricia Guijarro | Árbitro(s): Justina Lavrenovaitė         | Árbitro(s): Justina Lavrenovaitė |

| 17 de agosto de 2017, 19:00 | Alemania         | 1:2 (1:0) | Francia                                   | Windsor Park, Belfast, Irlanda del Norte |                             |
|                             | - Klara Bühl 40' | Reporte   | - 70' Julie Thibaud - 73' Emelyne Laurent | Árbitro(s): Silvia Domingos              | Árbitro(s): Silvia Domingos |

### Final
| 20 de agosto de 2017, 19:30 | Francia                                    | 2:3 (1:1) | España                                           | Windsor Park, Belfast, Irlanda del Norte |                              |
|                             | Mathilde Bourdieu 4' · Emelyne Laurent 71' | Reporte   | 18' 90' Patricia Guijarro · 85' Damaris Egurrola | Árbitro(s): Volha Tsiareshka             | Árbitro(s): Volha Tsiareshka |

| Bandera de España |
| España            |
| Tercer título     |

## Clasificadas aFrancia 2018
| Bandera de Alemania | Bandera de España | Bandera de Francia | Bandera de Inglaterra | Bandera de los Países Bajos |
| Alemania            | España            | Francia Anfitrión  | Inglaterra            | Países Bajos                |

## Goleadoras
Fuente: UEFA.com
5 goles
- Patricia Guijarro

3 goles
- Mathilde Bourdieu
- Emelyne Laurent
- Klara Bühl
- Annamaria Serturini

2 goles
- Georgia Allen
- Annalena Rieke
- Aniek Nouwen
- Victoria Pelova
- Joëlle Smits
- Lucía García

1 gol
- Zoe Cross
- Mollie Rouse
- Lina Boussaha
- Christy Gavory
- Catherine Karadjov
- Agathe Ollivier
- Julie Thibaud
- Anna Gerhardt
- Luca Maria Graf
- Giulia Gwinn
- Kristin Kögel
- Ereleta Memeti
- Dina Orschmann
- Caroline Siems
- Alice Regazzoli
- Fenna Kalma
- Ashleigh Weerden
- Louise McDaniel
- Kirsty Hanson
- Damaris Egurrola
- Maite Oroz